# Isabel Soveral
Isabel Soveral (ur. 25 grudnia 1961 w Porto) – portugalska kompozytorka muzyki współczesnej.

## Życiorys
Studiowała w konserwatorium w Lizbonie pod kierunkiem Jorga Peixinho i Joliego Bragi Santosa. Dzięki stypendiom otrzymanym z Fundacji Fulbrighta, Luso American Foundation for Development, Calouste Gulbenkian Foundation oraz z portugalskiego ministrstwa kultury, od 1988 studiowała na nowojorskim Stony Brook University kompozycję pod kierunkiem Darii Semegen i Bülenta Arela, uzyskując tytuł doktorski w 1994. Od 1995 jest wykładowcą kompozycji, teorii muzyki i analizy muzycznej na University of Aveiro.

## Twórczość
We wczesnych kompozycjach Soveral można wyraźnie dostrzec wpływ silnej osobowości twórczej jej nauczyciela Jorga Peixinho. Z czasem wypracowała własny idiom – unika masywnego konstruktywizmu na rzecz kobiecego liryzmu zabarwionego oniryczną atmosferą, w szczególności w cyklu Anamorphoses (1993–2017). Odeszła też od powierzchownie awangardowego akademizmu obecnego w jej wcześnych kompozycjach . Ma tendencje do ujmowania swoich kompozycji w cykle.

## Wybrane kompozycje
(na podstawie materiałów źródłowych )

### Utwory wokalne
- Pensando, enredando sombras… na głos i orkiestrę, 1991
- Le navigateur du soleil incandescent na baryton, SATB[a], orkiestrę i taśmę, 1998
- Un soir, j'ai assis la beauté sur mes genoux, et je l'ai trouvée amère na baryton, klarnet basowy, fortepian i 2 perkusje, 1998

### Utwory instrumentalne
- 4 wariacje na flet, 1983
- Contornos na 2 klarnety, 1987
- Contornos II na obój i fagot, 1987
- Contornos III na 4 klarnety, 1990
- Quadramorphosis na 4 perkusje i taśmę, 1993
- Anamorphoses I na klarnet i taśmę, 1993
- Anamorphoses II na marakasy, wibraton i taśmę, 1994
- Anamorphoses III na wiolonczelę i taśmę, 1995
- Anamorphoses IV na wiolonczelę, 1997
- Anamorphoses V na kwartet smyczkowy, 1997
- Anamorphoses VI na saksofon i gitarę elektroakustyczną, 2001
- Anamorphoses VII na orkiestrę kameralną, 2002
- Anamorphoses VIII na wiolonczelę i kontrabas, 2014
- Anamorphoses IX na wiolonczelę i orkiestrę, 2017